# Беркут (морская буровая установка)
Беркут (морская буровая установка) — крупнейшая в России морская нефтегазовая буровая платформа, предназначенная для разработки Аркутун-Даги, третьего месторождения проекта «Сахалин-1». Платформа находится в 25 километрах от северной части острова Сахалин, на шельфе в Охотском море. Верхняя часть платформы была изготовлена в Южной Корее. Основание платформы было построено в 2012 году в Находке. Платформа была введена в эксплуатацию 27 июня 2014 года. Глубина моря на месте установки составляет порядка 33,6 м.

## История
«Беркут» является частью международного проекта «Сахалин-1», направленного на добычу углеводородов с морских глубин, а также и с побережья. Проект «Сахалин-1», предусматривает разработку трех месторождений — Чайво, Одопту и Аркутун-Даги, находящихся на северо-восточном шельфе острова Сахалин в акватории Охотского моря. Предполагается, что жизненный цикл проекта продлится до 2040-2050 годов.
Платформа «Беркут» была построена специально для добычи ресурсов в достаточно жестких условиях. Платформа способна противостоять 18-метровым  волнам, выдерживать температуру до -45 C° и давление ледовых полей толщиной до двух метров. При сооружении платформы впервые в мире была применена система сейсмозащиты, которая позволяет выдерживать землетрясение мощностью в девять баллов без потери работоспособности.
При строительстве были применены новейшие технологии. В частности, дальневосточные ученые провели исследования по воздействию льда Охотского моря на платформу и дали рекомендации по защите конструкции. До этого подобные платформы возводились с применением металлического ледозащитного пояса. Для реализации этого проекта была разработана новая методика защиты с использованием бетонного ледозащитного пояса. Данная технология была применена впервые, обеспечив проекту качественно новую защиту от воздействия льда, а также позволив сократить издержки от производства металлических поясов.
В ходе установки верхнего основания платформы была проведена уникальная логистическая операция по его доставке к конечной цели на расстояние более 2600 км. При изготовлении, доставке и монтаже верхнего фундаментального строения было установлено несколько мировых отраслевых рекордов, в частности, монтаж в открытом море методом надвига.

## Конструкция
Платформа «Беркут» состоит из железобетонного основания гравитационного типа и стального верхнего строения с буровым, технологическим и жилым модулями. Основание платформы представляет собой монолитную водонепроницаемую железобетонную конструкцию с размерами в плане 134,0 х 101,4 м и высотой 13,4 м, включающую четыре колонны высотой 54,6 м и диаметром 25,6 м для поддержания верхнего строения. Основание гравитационного типа платформы было возведено наплавным способом и являет собой монолитную преднапряжённую железобетонную конструкцию в виде кессона и колонн с натяжением пучков тросов «на бетон». Кессон состоит из плоской нижней плиты, наружных и внутренних стен, а также плоской верхней плиты. В нижней части кессона установлена система перекрещивающихся стальных юбок, заделанных в нижнюю плиту и заглубленных в грунт основания за счет собственного веса.
Четыре цилиндрических колонны подразделяется на буровую, райзерную, хранения и вспомогательную. Для обеспечения промежутков между колоннами, требуемых для прохода баржи, колонны в определенных зонах имеют овальные формы.
Работа платформы обеспечивается автономной энергосистемой, включающей в себя четыре газотурбинных агрегата на 60 Мвт, работающих на сепарированном на платформе попутном газе, с возможным переключением на дизельное топливо в случае необходимости. Также предусмотрена запасная схема из трех дизельгенераторов общей мощностью 5.4 Мвт, которая обеспечивает автономный режим работы платформы с нулевыми выбросами в окружающую среду.

## Характеристики платформы
- Плита основания: 134,0 х 101,4 м и высотой 13,4 м
- Высота опоры: 54,6 м
- Диаметр опоры: 25,6 м

- Вес основания платформы: 156 730 т
- Вес верхнего строения:  42 000 т
- Количество скважин: 45
- Радиус бурения: до 7 км

## Производительность
Разработка месторождения Аркутун-Даги добавила к годовой добыче проекта «Сахалин-1» до 4,5 млн. тонн нефти.